# Aeropuerto Internacional de Grand Bahama
El Aeropuerto Internacional de Grand Bahama (en inglés: Grand Bahama International Airport ) (IATA: FPO, OACI: MYGF) es un aeropuerto privado ubicado en Freeport en la isla de  Grand Bahama en las Bahamas. El Aeropuerto Internacional de Grand Bahama es uno de los dos aeropuertos de Bahamas con capacidad de efectuar controles de acceso a Estados Unidos. El aeropuerto tiene la mayor pista en las Bahamas y puede acceder a cualquier avión comercial.

## Aerolíneas y destinos
- American Eagle (Miami)
- Bahamasair (Fort Lauderdale, Nassau)
- Bimini Island Air  Archivado el 3 de agosto de 2009 en Wayback Machine. (Fort Lauderdale, West Palm Beach)
- Continental Connection operado por Gulfstream International Airlines (Fort Lauderdale)
- Delta Connection operado por Atlantic Southeast Airlines (Atlanta)
- SkyKing (Providenciales)
- Spirit Airlines (Fort Lauderdale)
- US Airways (Charlotte, Nueva York-LaGuardia, Philadelphia)
- WestJet (Toronto [estacional; comienza el 2 de noviembre])